# Agi Huppertsberg
Arndt „Agi“  Huppertsberg (* 1940 in Wuppertal; † 20. Oktober 1999 in Trier) war ein deutscher Pianist des Hot Jazz und Swing.

## Werdegang
Huppertsberg hatte seine Karriere als Pianist und Schlagzeuger in Wuppertaler Bands wie der Florastreet Jazzband, die er 1957 mit seinem Bruder Gerd „Guy“ Huppertsberg gründete,  und den Two Beat Paraders begonnen, um 1960 mit den Blue Note Juniors um Lothar Schnell auf Deutschland-Tournee zu gehen. Später spielte er bei den Schampus All Stars in Düsseldorf, um dann in der dortigen Atlanta Jazzband zu wirken. Mit ihr nahm er 1972 das Album Something Wrong?  auf. 1977 wurde er Mitglied der Barrelhouse Jazzband, der er bis 1999 angehörte und mit der er (auch international) tourte und diverse Alben vorlegte. Daneben war er Mitglied im Trio des Klarinettisten Reimer von Essen sowie in Bernd K. Ottos All-Star-Ensemble Jazz Classics, mit dem er ebenfalls Alben veröffentlichte. Er starb nach einem Konzert in Trier im Krankenhaus.
Bis Ende der 1980er Jahre war er mit der Kontrabassistin Lindy Huppertsberg verheiratet.

## Diskografische Hinweise
- Jazz Classics Yonder Come the Blues (Stomp Off 1983)
- Oscar Klein Jazzshow (Koch 1986)
- Barrelhouse Jazzband Plays Ellington (L+R Records 1988)
- The Two Clarinet Stompers Clarinet Joys (Stomp Off 1992, mit Reimer von Essen, Alain Marquet, Bernd K. Otto, Michael Daumling, Hans-Georg Klauer)